# Kuksite
La kuksite è un minerale appartenente al gruppo della dugganite.